# Vagaceratops
Vagaceratops (que significa "errante com chifres", em referência à sua relação estreita com o Kosmoceratops de Utah) é um gênero de dinossauros ceratopsia herbívoros. É um ceratopsia chasmosaurideo que viveu durante o Período Cretáceo Superior (Campaniano tardio) em Alberta. Seus fósseis foram recuperados a partir da Formação Dinosaur Park. Este gênero foi nomeado por Scott D. Sampson, Mark A. Loewen, Andrew A. Farke, Eric M. Roberts, Catherine A. Forster, Joshua A. Smith, e Alan L. Titus em 2010 e a espécie-tipo foi denominado de Vagaceratops irvinensis.  Esta espécie foi descrita originalmente como uma espécie de Chasmosaurus (C. irvinensis) em 2001.

## Galeria

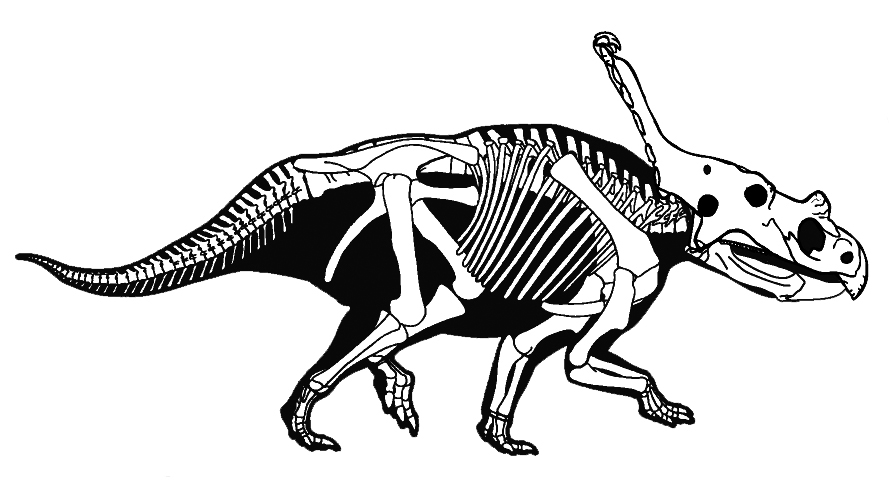
Representação artística do esqueleto.
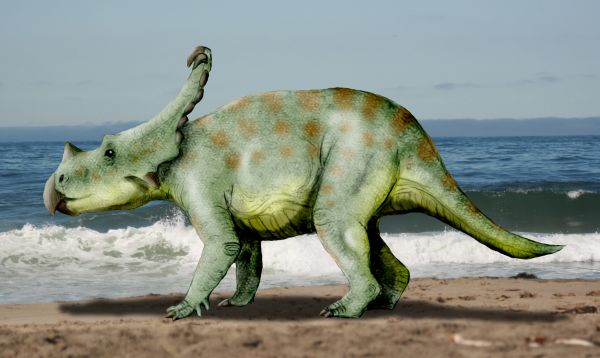
Representação artística em vida.
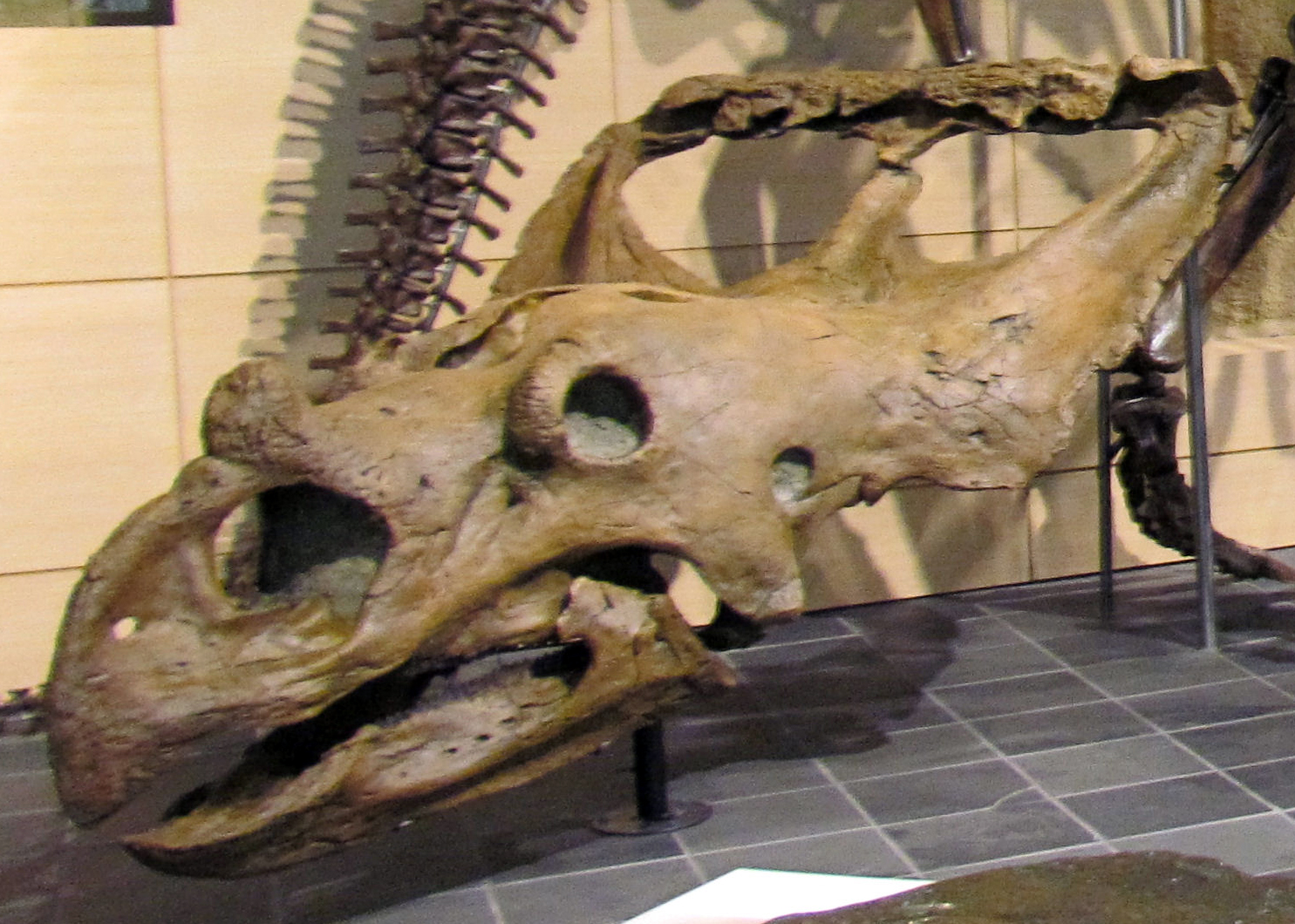
Amostra do crânio no Museu Canadense da Natureza.